# Бельцов, Георгий Иванович
Георгий Иванович Бельцов (26 июня 1920 — 20 июня 2009) — украинский художник, мастер пейзажной и портретной живописи.

## Биография
Бельцов Георгий Иванович родился 26 июня 1920 года в Одессе.
Мать будущего художника работала операционной сестрой у знаменитого профессора-офтальмолога В. П. Филатова. Отец служил военно-морским офицером.
Уже в раннем детстве у будущего художника проявились огромная любовь и тяга к рисованию.
Однако в 1938 году он поступает в Одесский институт инженеров морского флота на факультет кораблестроения. Несмотря на блестящее окончание института с отличием и большие перспективы на инженерном поприще Г. И. Бельцов всё же окончательно решает посвятить профессиональную деятельность искусству.
В 1947 году он поступает в Одесское художественное училище им. М. Б. Грекова. Там становлению Георгия Ивановича как художника-живописца способствовали такие мастера, как профессор Т. Б. Фраерман, профессор Л. Е. Мучник, народный художник УССР В. В. Токарев.
В 1958 году он становится членом Союза художников СССР.
Работает в жанрах тематических картин, пейзажа, натюрморта и портрета. В своих произведениях отображает природу южной Украины — степи, сёла, море, в портретах создаёт образы современников — крестьян, моряков, коллег-художников, в натюрмортах любимыми темами являются цветы, посуда, уголки художественной мастерской.
В ряде картин воссоздаёт отдельные страницы истории Украины (под влиянием поэзии Т. Г. Шевченко).
Принимает участие во всеукраинских, всесоюзных и международных выставках. В 1982 году открываются персональные выставки Г. И. Бельцова в Одессе и затем в 1984 году в Киеве. В 1985—1986 гг. проходит передвижная персональная выставка художника по областным центрам Украины.
Г. И. Бельцов занимался также росписью и реставрацией в православных храмах Украины: в Свято-Успенской Почаевской Лавре, в храмах Винницы, Черкасс, Одессы и Кировограда.
Творчество художника получило общественный резонанс: статьи о нём публиковались в газетах и журналах, работы печатались в художественных сборниках, в журнале «Огонёк» и других периодических изданиях.
Картины «Оксана» и «Земля зовёт» были выдвинуты на соискание премии им. Т. Г. Шевченко (газета «Правда Украины» от 8 января 1965 г.).
Картина «Оксана», написанная по мотивам поэзии Т. Г. Шевченко, на Юбилейной выставке в Москве удостоена Секретариатом правления Союза художников СССР Диплома I степени.
За вклад в искусство удостоен ордена «Знак почёта» (1976 г.).
Большинство этюдов, пейзажей, натюрмортов, портретов было написано художником в Николаевской области Украины. В краеведческом музее пгт Веселиново (населённом пункте Вознесенского района этой области) отдельный зал посвящён Г. И. Бельцову и его живописным работам.
Работы Г. И. Бельцова экспонировались на международных, всесоюзных, республиканских и областных выставках.
Ряд работ находится в галереях Италии, Франции, Нидерландов, Англии, Канады, США.

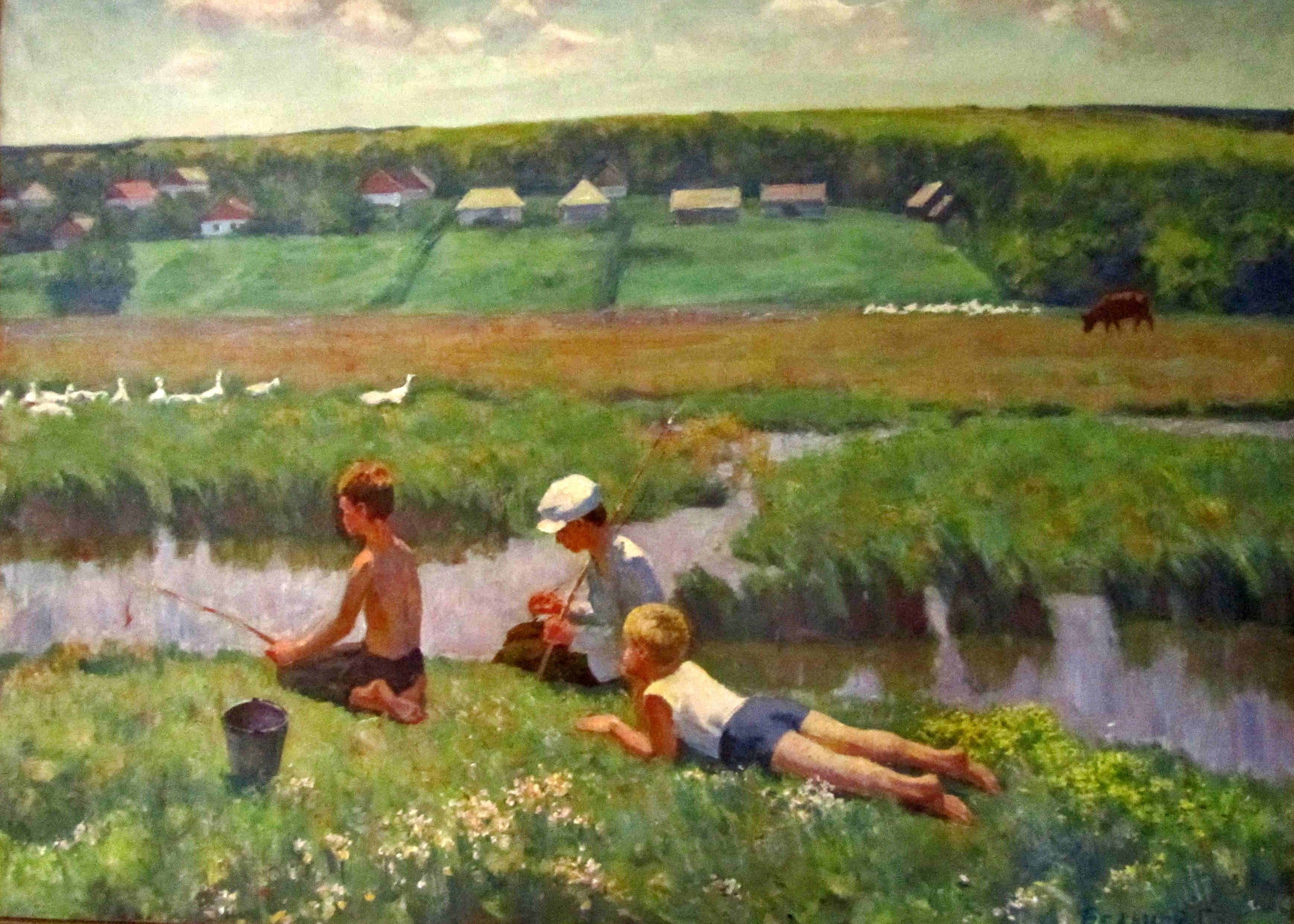
Картина украинского художника Г. И. Бельцова «Воспоминание о детстве (на реке Чичиклея)». Создана в 80-е годы в Веселиново, Украина.

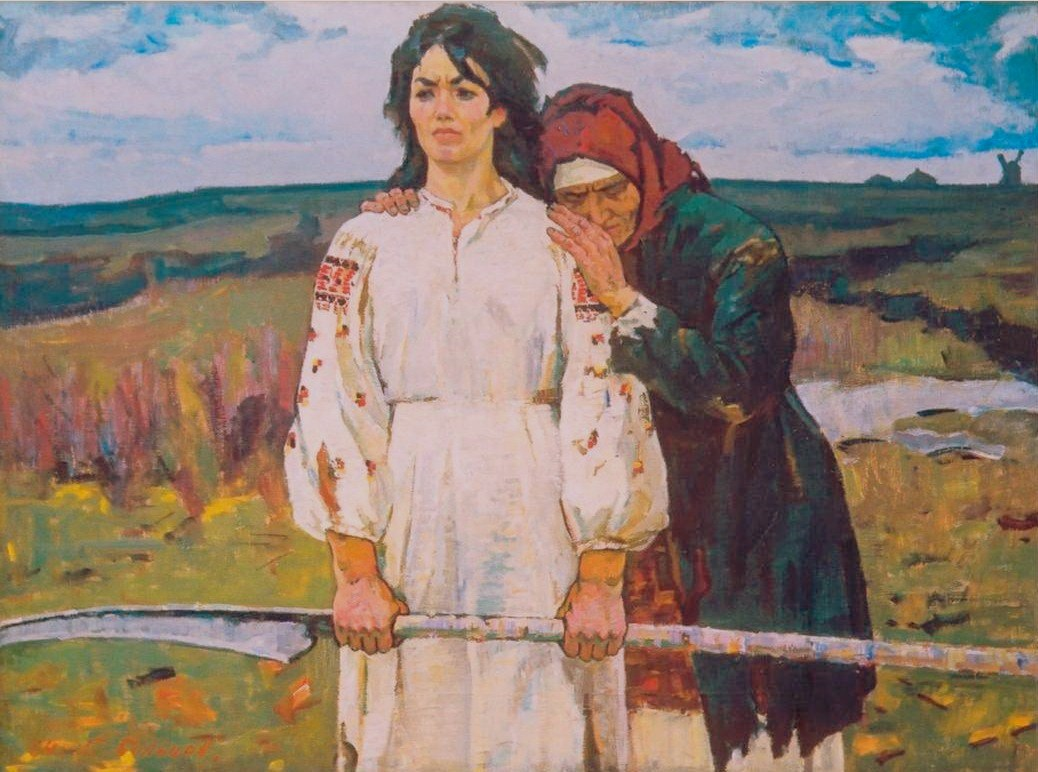
Бельцов Г. И. Оксана (по мотивам Т. Г. Шевченко),1964 г.

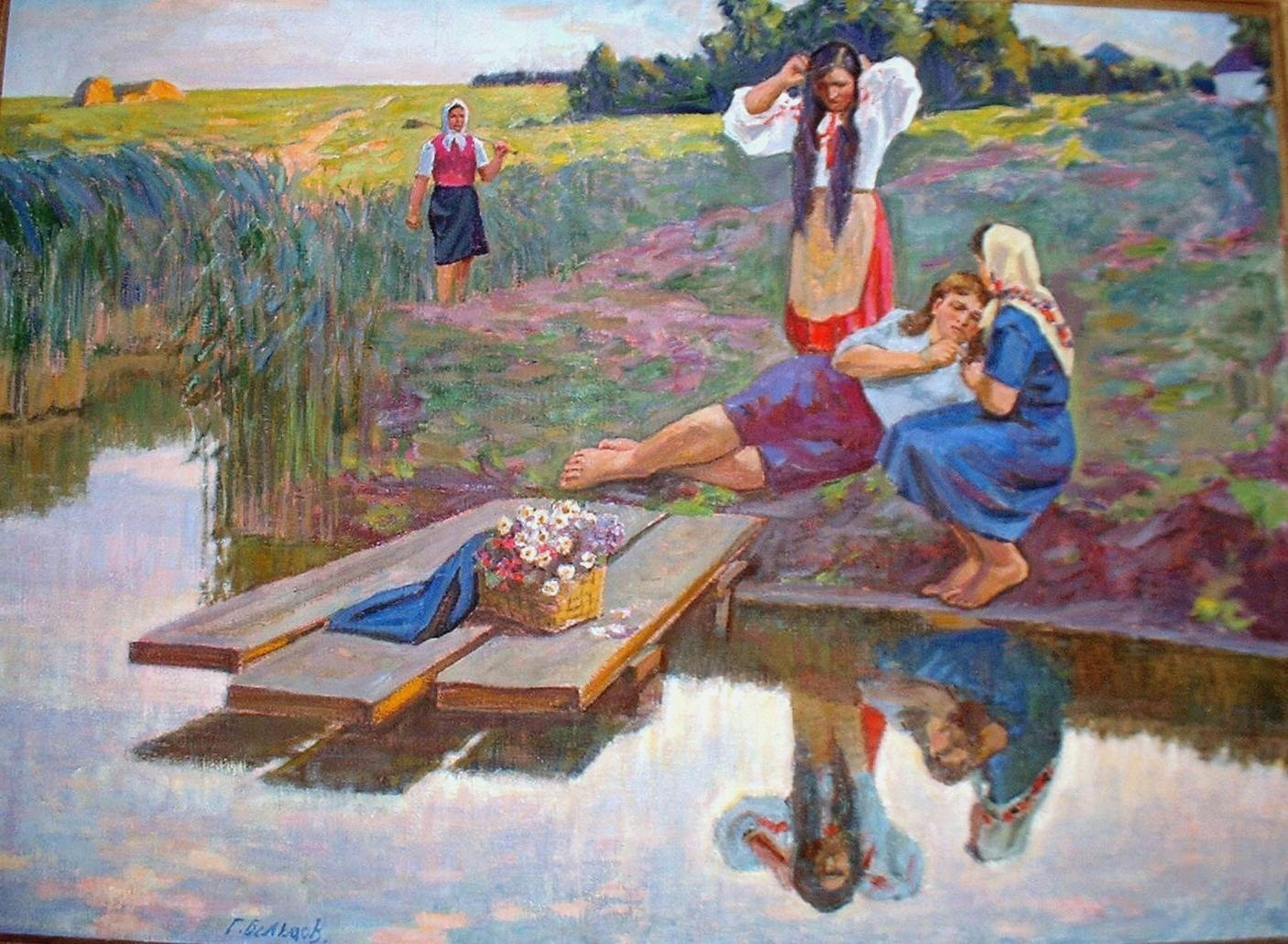
Бельцов Г. И. Украинский вечер

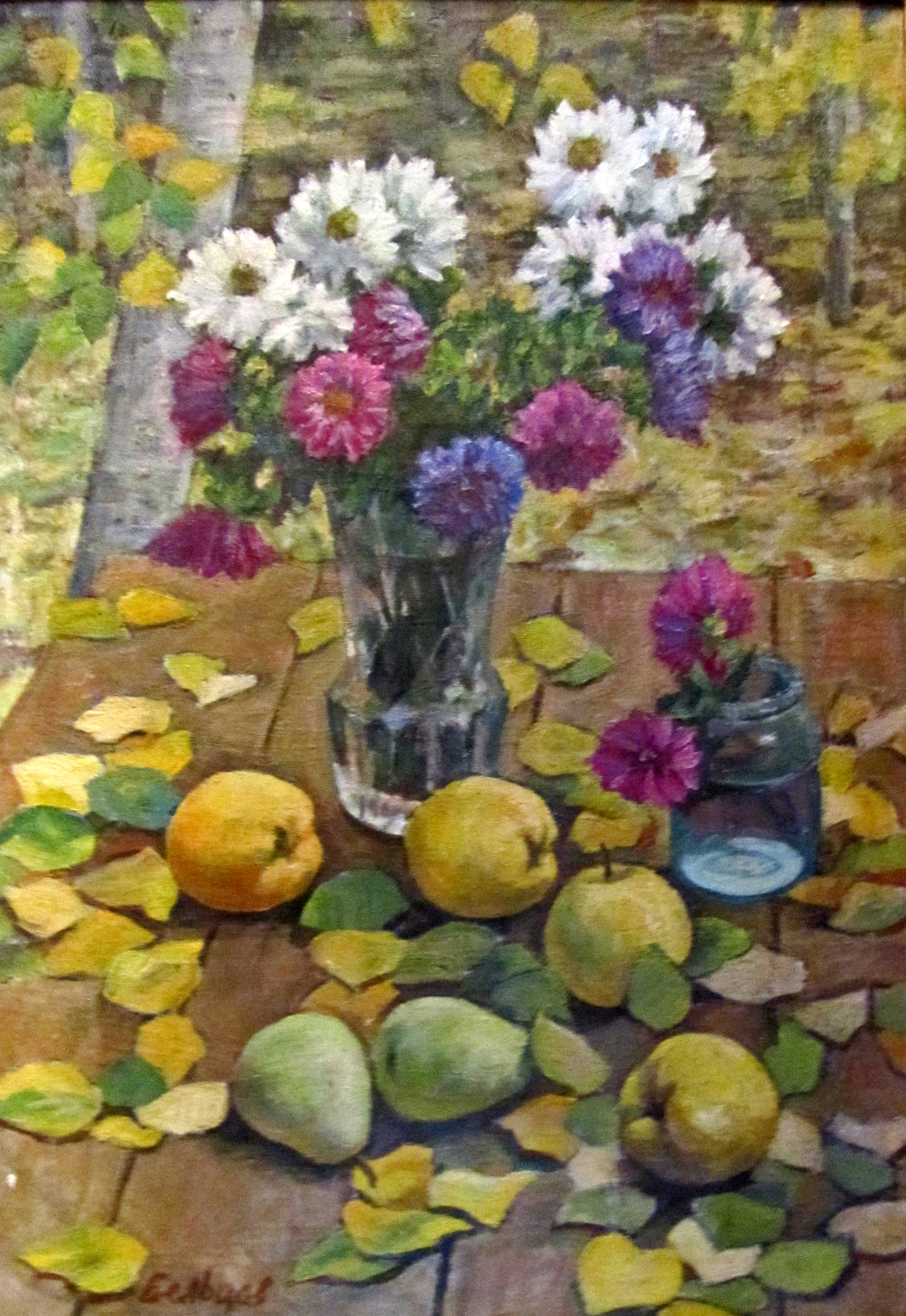
Натюрморт украинского художника Г. И. Бельцова «Натюрморт в саду». Написан в 80-е годы в Веселиново, Украина.

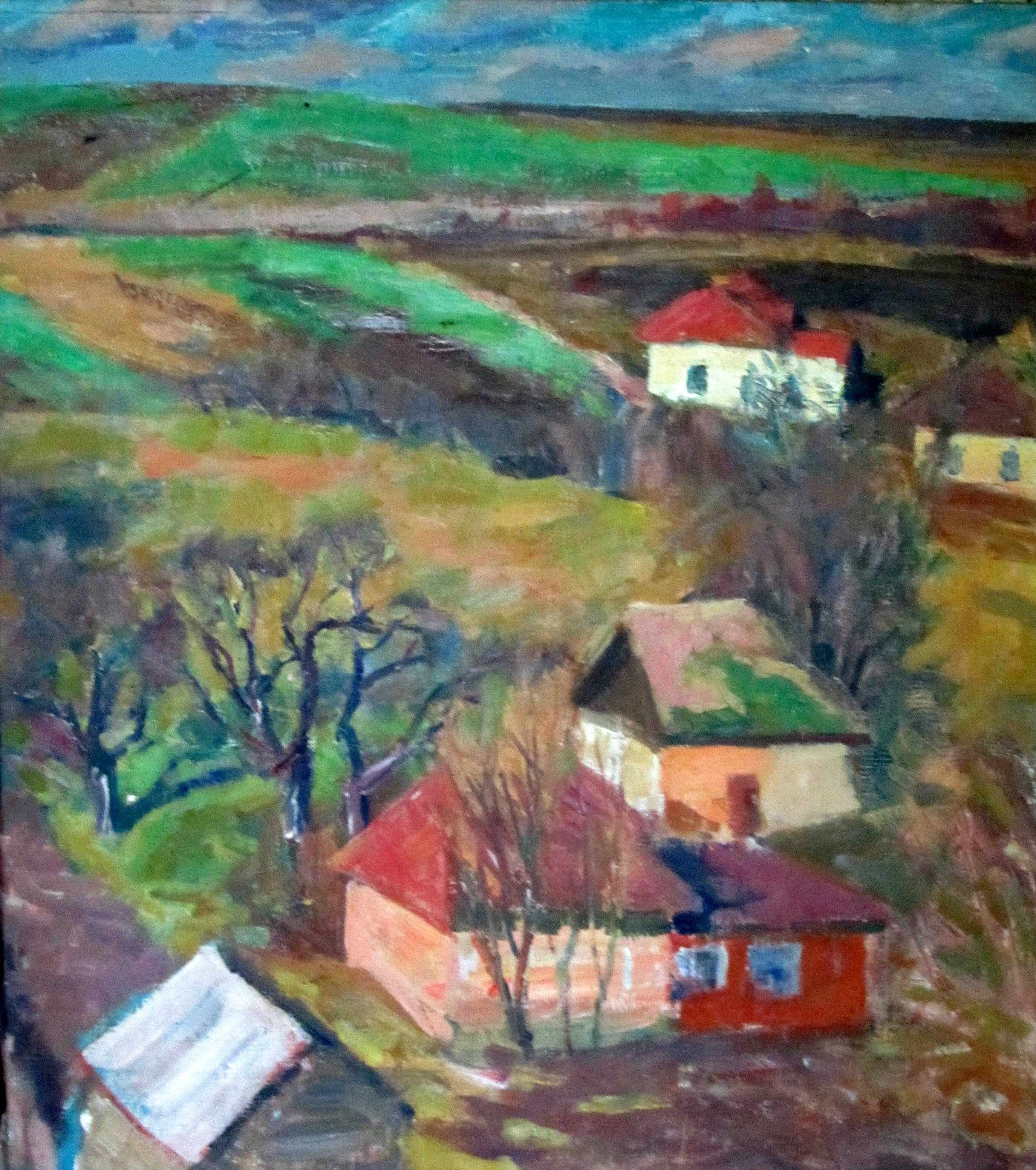
Г. И. Бельцов «Украинские хатки». 60-е годы.

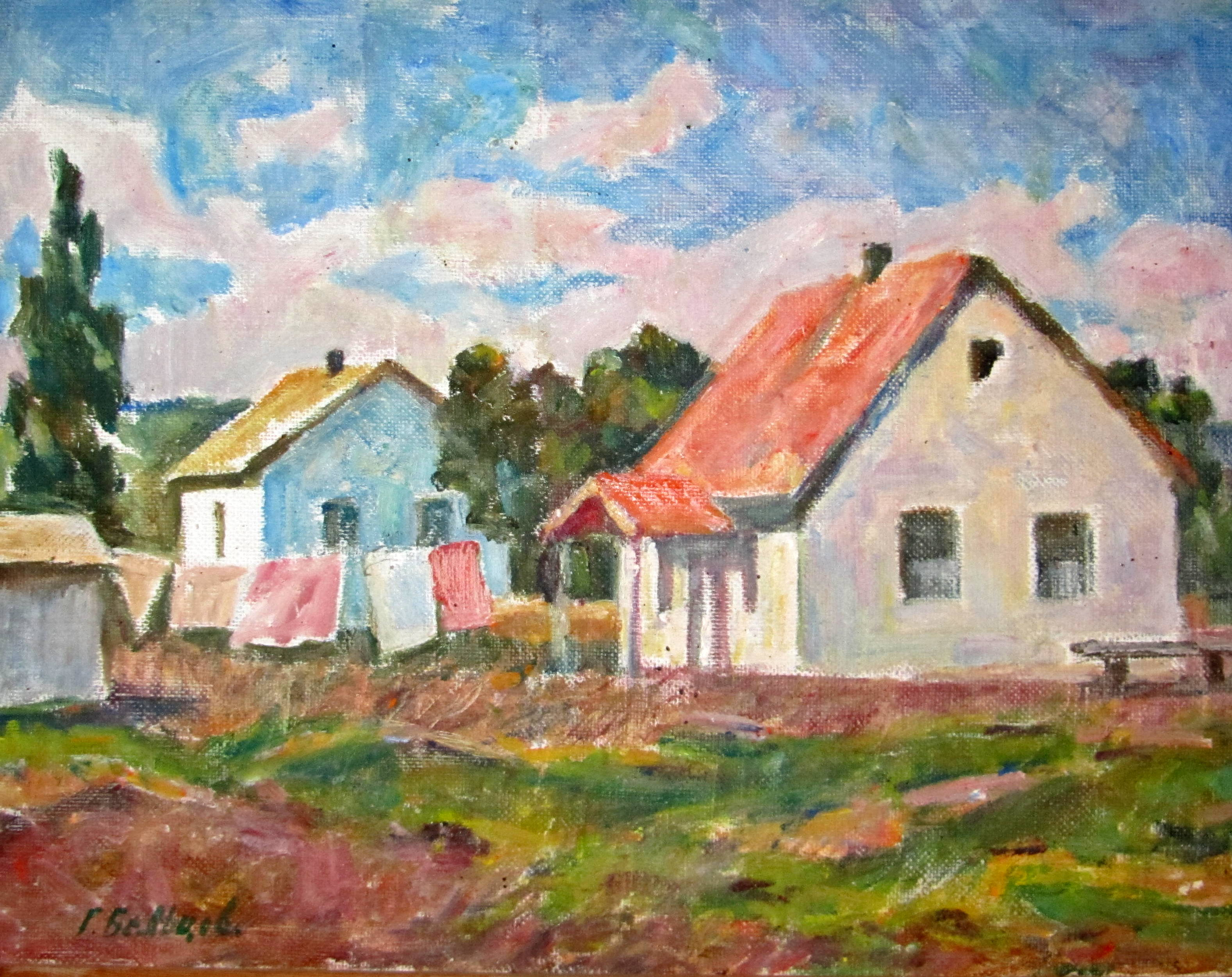
Пейзаж украинского художника Г. И. Бельцова «Веселиновские хаты». Написан в 90-е годы в Веселиново, Украина.

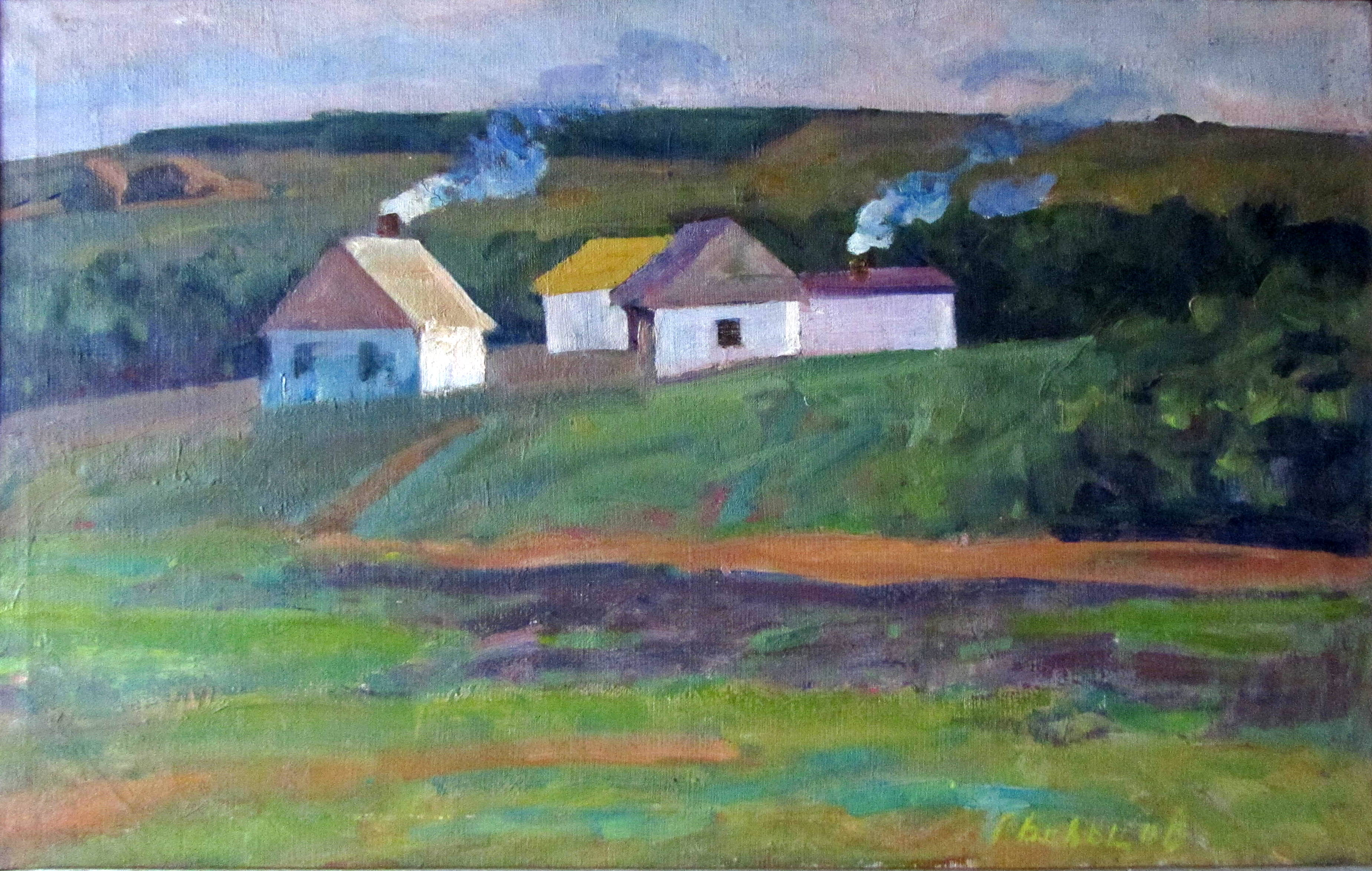
Пейзаж украинского художника Г. И. Бельцова «Холодный вечер». Написан в 80-е годы в Веселиновском районе, Украина.

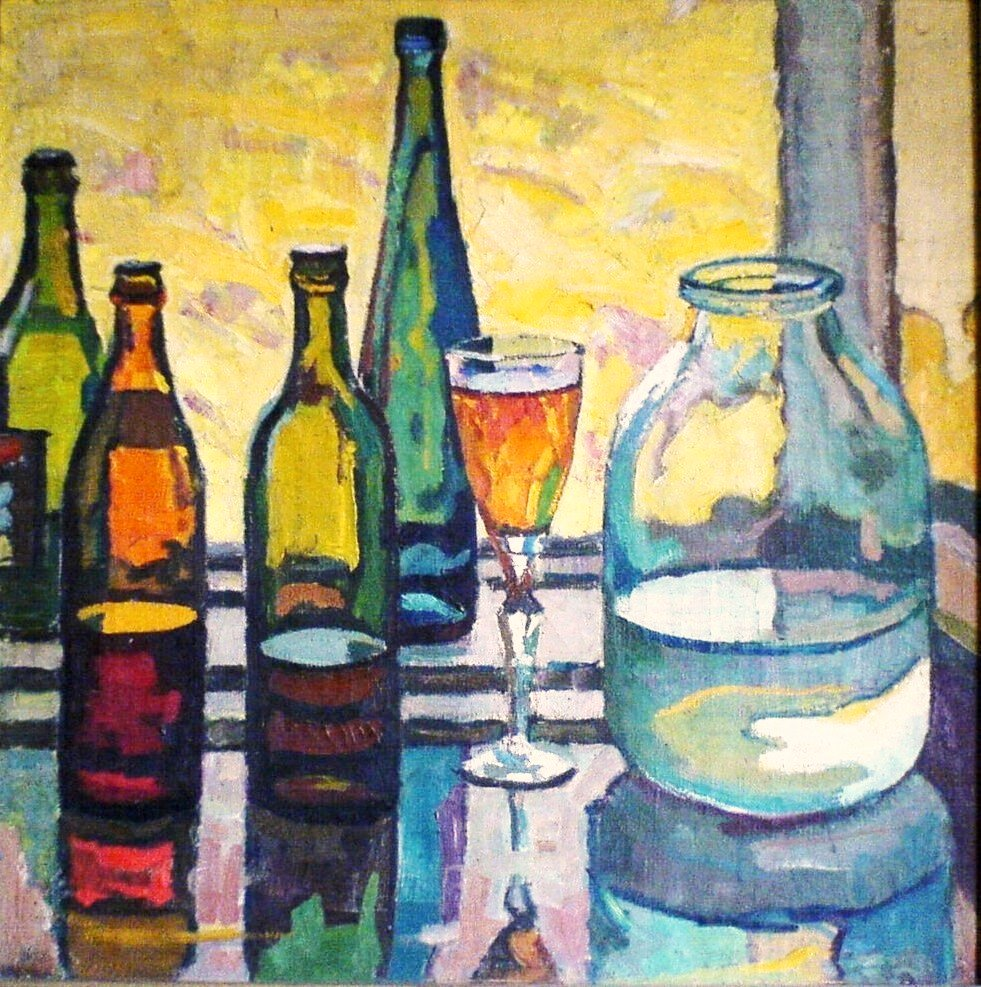
Бельцов Г. И. Стекло

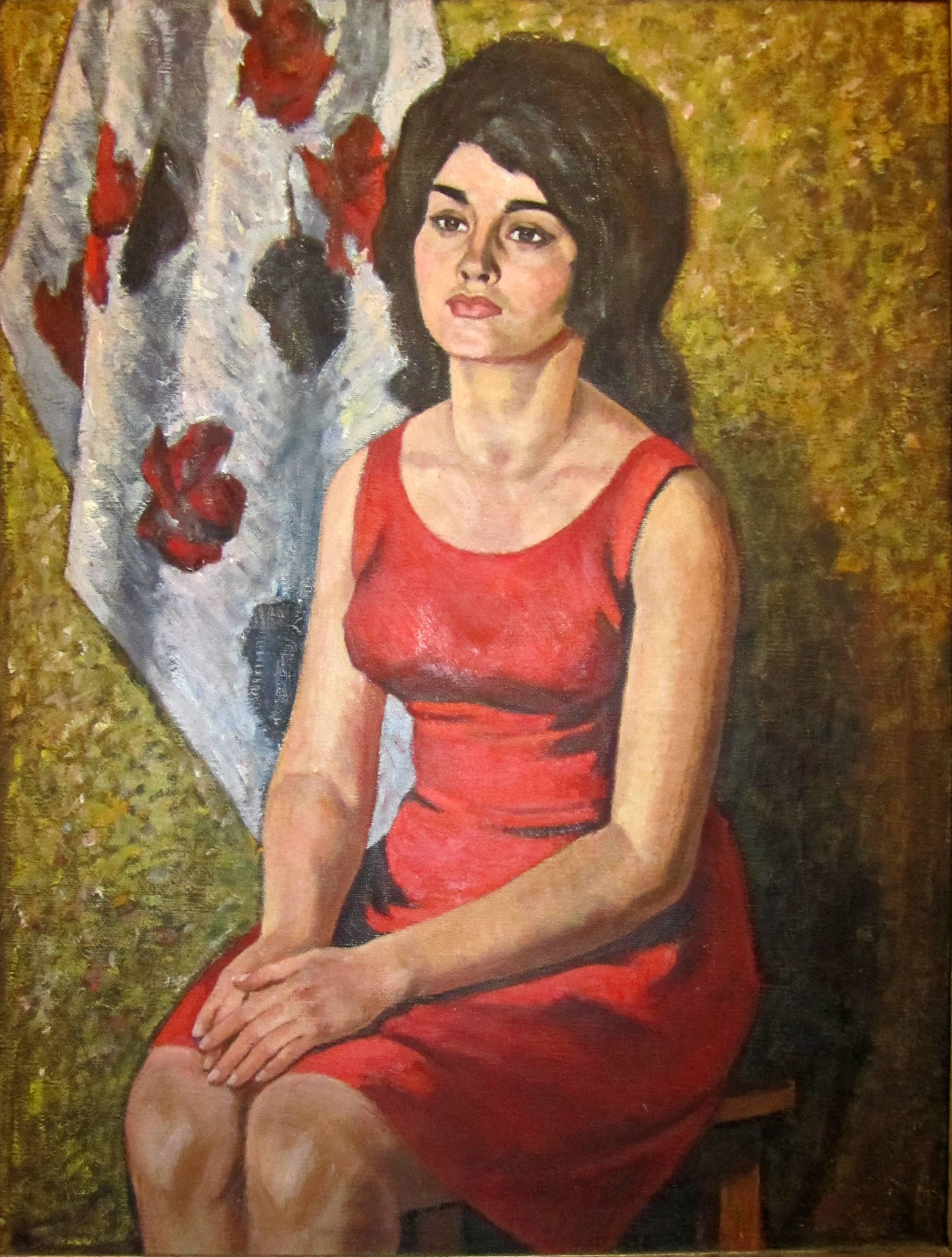
Портрет украинского художника Г. И. Бельцова «Таня»

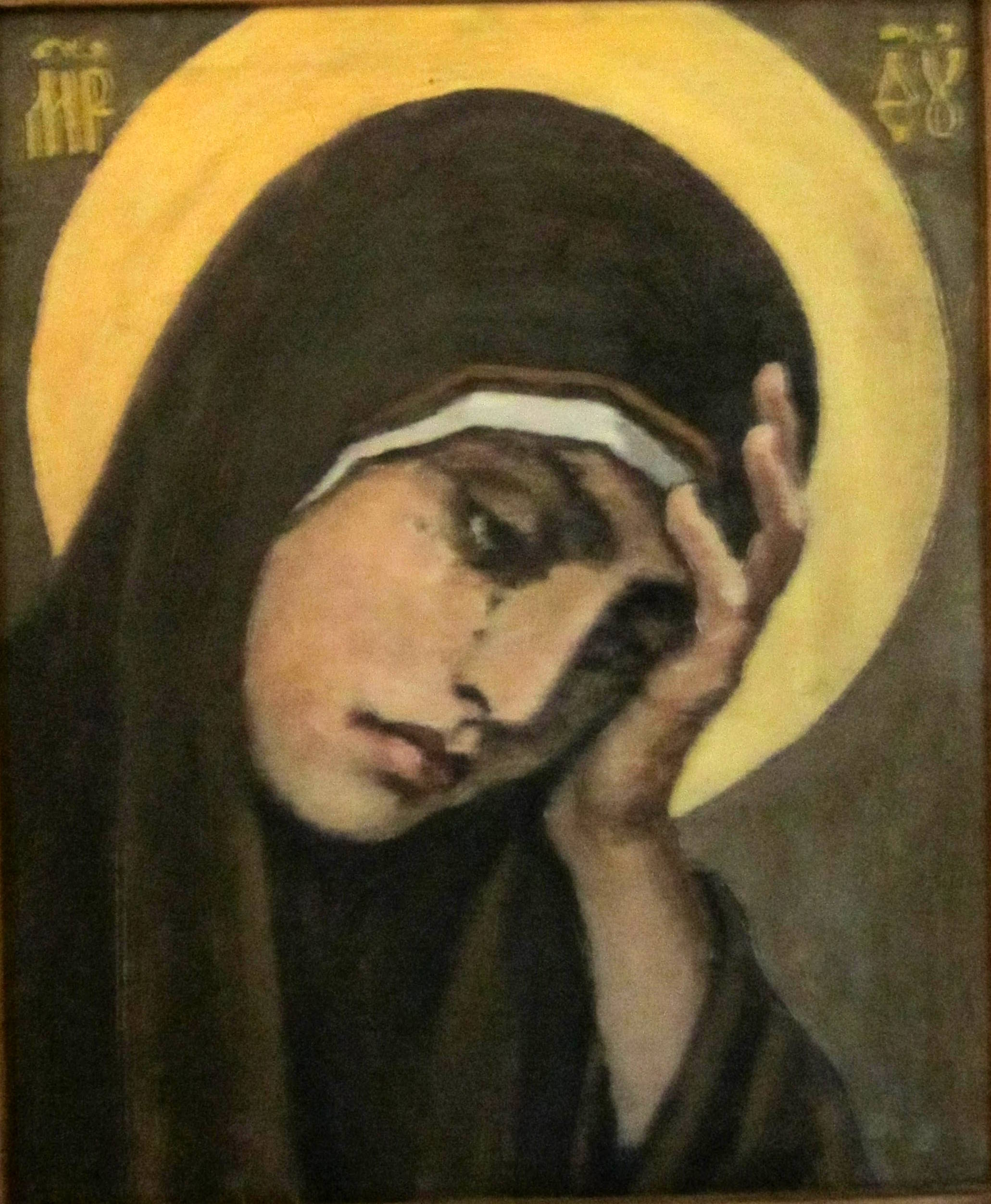
Копия иконы. Украинский художник Г. И. Бельцов.

## Работы, хранящиеся в фондах музеев Украины
Киевский музей украинского искусства
- картина «Оттепель» (вариант) 1955 г., 84х129 см.

Одесский художественный музей
- картина «Оттепель» 1954 г., 85х130 см.
- пейзаж «Первая зелень» 1957 г., 67х80 см.
- картина «Оксана» 1964 г., 150х200 см.[1]
- портрет «Художник Ковтурман» 1972 г., 101х73 см.
- пейзаж «Ветка яблони» 1975 г., 64х69 см.
- пейзаж «Осень» 1977 г., 67х80 см.

Львовский музей украинского искусства
- картина «Беседа» 1960 г., 200х220 см.
- картина «Священная земля» 1967 г., 251х200 см.

Днепропетровский художественный музей
- картина «Телятницы» 1961 г., 195х202 см.
- картина «Земля зовёт» 1963 г., 154х200 см.

Ивано-Франковский исторический музей
- картина «Мать» 1976 г., 160х40 см; Сумской художественный музей
- картина «Кобзарь» 1960 г., 130х150 см.

Донецкий художественный музей
- портрет ветерана-китобоя Г. А. Меньшутина 1971 г., 80х100 см.

## Участие в выставках
- Областная художественная выставка. Одесса. 1952 г. «Зима», «Парк», «Скалистый берег».
- Областная художественная выставка, посвящённая 300-летию воссоединения Украины с Россией. Одесса. 1953 г. «Оттепель», «Скалистый берег», «Цветы и фрукты».
- Выставка изобразительного искусства Украины, посвящённая 300-летию воссоединения Украины с Россией. Киев, Москва, Симферополь. 1954 г. «Оттепель».
- Областная художественная выставка. Одесса. 1955 г. «Берег», «Весенний разлив», «Весной», «Оттепель», «Серый день»[2].
- Республиканская художественная выставка. Киев. 1955 г. «После работы».
- Областная художественная выставка, посвящённая 40-летию Великой Октябрьской социалистической революции. Одесса. 1957 г. «Первая зелень», «Последний снег».
- Юбилейная художественная выставка Украинской ССР, посвящённая 40-летию Великой Октябрьской социалистической революции. Киев. 1957 г. «Первая зелень», «Последний снег».
- Всесоюзная художественная выставка, посвящённая 40-летию Великой Октябрьской социалистической революции. Москва. 1957 г. «Первая зелень».
- Областная художественная выставка к Декаде украинской литературы и искусства в Москве. Одесса. 1960 г. «Беседа», «Дорога в лесу».
- Художественная выставка «Советская Украина» к Декаде украинской литературы и искусства в Москве. Москва. 1960 г. «Беседа».
- Республиканская художественная выставка. Киев. 1961 г. «Стадо», «Телятницы».
- Художественная выставка, посвящённая 100-летию со дня смерти Т. Г. Шевченко. Киев. 1961 г. «Перебендя» (по мотивам одноимённого стихотворения Т. Г. Шевченко).
- Одесские художники в фонд мира. Одесса. 1961 г. «На Днестре».
- I Областная выставка этюдов. Одесса. 1962 г. «Двор», «Окно».
- Республиканская художественная выставка. Киев. 1963 г. «Земля зовет».
- II Областная выставка этюдов. Одесса. 1963 г. «Двор», «Зимний день», «Хаджи-бей», «Этюд головы», «Море. Этюд», «Осень. Этюд», «Яблоки».
- Юбилейная художественная выставка, посвящённая 150-летию со дня рождения Т. Г. Шевченко. Киев. 1964 г. «Земля зовет», «Оксана».
- Областная художественная выставка, посвящённая 20-летию освобождения Одессы от немецко-фашистских захватчиков. Одесса. 1964 г. «Земля зовет».
- Всесоюзная художественная выставка. Москва. 1964 г. «Земля зовет».
- Выставка произведений художников города-героя Одессы в Арабской Республике Египет. Александрия. 1965 г. «Земля зовет».
- Выставка произведений художников города-героя Одессы в Народной Республике Болгарии. Варна — Бургас. 1966 г. «Оксана».
- Художественная выставка, посвящённая 50-летию Великой Октябрьской социалистической революции. Одесса. 1967 г. «Священная земля».
- Юбилейная художественная выставка УССР, посвящённая 50-летию Великой Октябрьской социалистической революции. Киев. 1967 г. «Священная земля».
- Всесоюзная художественная выставка «50 лет Советской власти». Москва. 1967 г. «Священная земля».
- Выставка произведений художников города-героя Одессы в Венгерской Народной Республике. Сегед. 1969 г. «Натюрморт». «Портрет скульптора П. И. Кравченко».
- Художественная выставка, посвящённая 175-летию города-героя Одессы. Одесса. 1969 г. «Портрет скульптора П. И. Кравченко».
- Выставка работ художников города-героя Одессы в Народной Республике Болгарии. Варна. 1969 г. «Натюрморт», «Натюрморт».
- Областная художественная выставка, посвящённая 100-летию со дня рождения В. И. Ленина. Одесса. 1970 г, «Мыслитель».
- Художественная выставка, посвящённая 30-летию освобождения города-героя Одессы и области от немецко-фашистских захватчиков. Одесса. Киев. 1974 г. «Весенняя зелень», «Оксана», «Первый снег», «Портрет скульптора П. И. Кравченко», «Птичьи гнезда», «Таня», «Тепло земли».
- Республиканская художественная выставка, посвящённая XXV съезду КПСС и XXV съезду Компартии Украины. Киев. 1976 г. «Мать».
- Областная художественная выставка, посвящённая 60-летию Великой Октябрьской социалистической революции. Одесса. 1977 г. «Портрет Героя Социалистического Труда И. И. Максимова», «Хлеборобы».
- Республиканская художественная выставка «По ленинскому пути», посвящённая 60-летию Великой Октябрьской социалистической революции. Киев. 1977 г. «Хлеборобы».
- Республиканская художественная выставка, посвящённая 110-летию со дня рождения В. И. Ленина. Киев. 1980 г. «Ленинская „Искра“».
- Республиканская художественная выставка «Художники Украины к 100-летию со дня рождения В. И. Ленина». Киев. 1970 г. «Августовское солнце», «Мыслитель».
- Выставка новых поступлений Одесского художественного музея (1965—1972). Одесса. 1972 г. «Оксана».[3]
- Республиканская художественная выставка, посвящённая XXIV съезду КПСС и XXIV съезду Компартии Украины. Киев. 1972 г. «Мать», «Родители», «Портрет старого китобоя».
- Республиканская художественная выставка «Цветущая Советская Украина». Киев. 1972 г. «Тепло земли».